# Довге волосся
Довге волосся — особливість зовнішнього вигляду людей. Довге волосся може зустрічатися як у жінок так і у чоловіків. Якщо довге волосся у жінок в культурі більшості народів Європи до останнього часу вважалося нормою, то стосовно довгого волосся у чоловіків існують різні звичаї і погляди, суперечки між якими тривають не одне століття. За дохристиянських, язичницьких часів волосся пов'язувалося з силою і здоров'ям людини (досить згадати історію про богатиря Самсона із святого Писання). Звичайно доглядати за своїм волоссям могли собі дозволити лише багаті люди, тому більшість простих людей його обстригали з практичних міркувань. З приходом християнства ситуація змінилася — перші християни (серед яких було багато простого люду — солдатів, рабів, каторжників) стали розглядати коротке волосся як ознаку сили (того, що людина може відмовитися від зовнішніх прикрас заради духовного розвитку себе і своєї спільноти). Довге волосся стали розглядати як ознаку язичництва. Відомі навіть праці християнських отців церкви з цього приводу, в яких йдеться про те, що довге волосся може дозволити собі лише відлюдник, який живе окремо від інших людей. Звичайно не слід думати, що всі чоловіки припинили носити довге волосся. Все залежало від людини, спільноти і місцевості. Мода на довге волосся знову поширилася у часи відродження, часи вивчення і переосмислення набутків язичництва і старожитньої культури стародавніх Греції та Риму. В ті часи широкого вжитку стали набувати перуки. (штучне довге волосся) і т. д.
В дещо новому вигляді суперечливості між прихильниками обох напрямків можна спостерігати і в наш час. Це проявляється зокрема в багатьох молодіжних групах, велика частина яких вибирає як зовнішню ознаку довге або коротке волосся.
Рекорд найдовшого волосся належить китаянці Сє Цюпін.